# Edenbridge
Edenbridge er en by i Kent, England. Den ligger i området Weald, nær stedet hvor grevskaberne Kent, Surrey og East Sussex mødes, og tilhører distriktet Sevenoaks. Navnet kommer fra gammelengelsk Eadhelmsbrigge, "Eadhelms bro"; byen voksede op ved et krydsningspunkt i floden Eden, en biflod til Medway, som har fået sit navn fra byen.
I middelalderen blev byen et centrum for den omfattende jernindustri i Weald. Flere bindingsværkshuse fra denne periode er bevaret, og et af dem er indrettet som museum.
Byen betjenes af to jernbanestationer, den ene ved linjen fra Redhill til Tonbridge, og den anden ved den gamle hovedlinje mellem London og Eastbourne. De to linjer krydser hinanden lige nord for Edenbridge.